# سویچی
سویچی (به لاتین: Sovići) یک روستا در بوسنی و هرزگوین است که در فدراسیون بوسنی و هرزگوین واقع شده‌است.